# Brachygluta belfragei
Brachygluta belfragei är en skalbaggsart som beskrevs av Leconte 1880. Brachygluta belfragei ingår i släktet Brachygluta och familjen kortvingar. Inga underarter finns listade i Catalogue of Life.